# Edificio Shell (Casablanca)
El Edificio Shell (en francés: Immeuble Shell) es un edificio de estilo art decó situado en el bulevar Mohammed V de la ciudad marroquí de Casablanca.

## Historia
Fue construido en 1934, durante el protectorado francés, como sede de la empresa británico-holandesa Royal Dutch Shell.
Durante la Segunda Guerra Mundial, el edificio fue requisado por el ejército estadounidense tras la Operación Torch y utilizado como cuartel general para diversas operaciones militares bajo el mando del general George S. Patton. Tras el restablecimiento de la paz, recibió en varias ocasiones la visita de la Reina de los Países Bajos y de su consorte.[cita requerida]
El 5 de diciembre de 2013, el edificio fue reabierto como hotel, adoptando el nombre de «Hotel & Spa Casablanca Imperial», tras unas obras de renovación iniciadas en 2007, que tuvieron un coste de algo más de 90 millones de dirhams marroquís.

## Arquitectura
Su diseño presenta una estructura rigurosamente compuesta, con una curvatura sutil en su centro que sigue la forma de la plaza contigua.
Sobre la columnata de la planta baja, la fachada se organiza mediante bandas horizontales suaves, interrumpidas hasta el cuarto piso por dos ejes verticales correspondientes a tramos agrupados, los cuales subrayan los ángulos redondeados del inmueble. En el quinto piso, una banda continua, ligeramente retranqueada, incorpora una esfera central flanqueada por logotipos de Shell con forma de concha.
La decoración, sobria y oscura, se basa en cortinas de bloques de vidrio adornadas con cabujones de latón dorado y parteluces de piedra.